# Шифратор (криптография)
Шифра́тор — в криптографии устройство для автоматического шифрования. Электромеханические шифраторы появились в начале 1920-х годов в США и Европе и широко использовались вплоть до 1980-х годов, когда распространение получили шифры, предназначенные для использования с вычислительной техникой.
Известные шифраторы:
- Машина Лоренца
- Энигма
- M-94, M-209
- М-125 «Фиалка»
- KL-7
- SIGABA
- ECM Mark II

Также под шифратором может пониматься программное обеспечение, используемое для совершения аналогичной операции.